# Oberea erythrocephala
Oberea erythrocephala es una especie de escarabajo longicornio del género Oberea, subfamilia Lamiinae. Fue descrita científicamente por Schrank en 1776.
El período de vuelo de esta especie ocurre en los meses de abril, mayo, junio, julio y agosto. Parte de la dieta de Oberea erythrocephala se compone de plantas de las familias Euphorbiaceae y Oleaceae.

## Descripción
Mide 6-15 milímetros de longitud. Los adultos de esta especie son delgados y alargados. Sus alas traseras son de color negro grisáceo y la cabeza es roja. La especie también tiene ojos negros. Las larvas también son delgadas y alargadas pero tienen cabezas blancas y negras.

## Distribución
Se distribuye por Turquestán, Rusia europea, Croacia, Bosnia y Herzegovina, Kazajistán, Macedonia, Ucrania, Lituania, Eslovaquia, Montenegro, Armenia, Crimea, República Checa, Irán, Moldavia, Líbano, Bielorrusia, Francia, Alemania, Grecia, Yugoslavia, Hungría, Eslovenia e Italia.

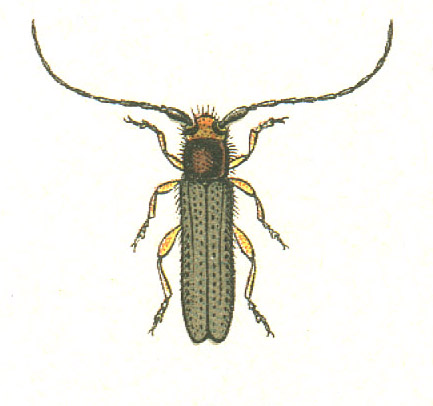
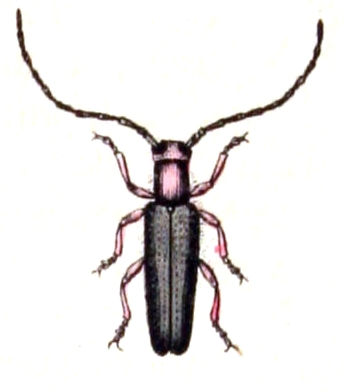